# Krytyka Top Gear
Uzasadnienie:  dyskusja nad usunięciem hasła

Logo programu

Nadawany przez BBC brytyjski program motoryzacyjny Top Gear był w swojej historii wielokrotnie krytykowany. Zarzuty wobec programu dotyczyły takich aspektów jak homofobia, rasizm, szerzenie stereotypów czy podawanie nieprawdziwych informacji.

## Podejście BBC

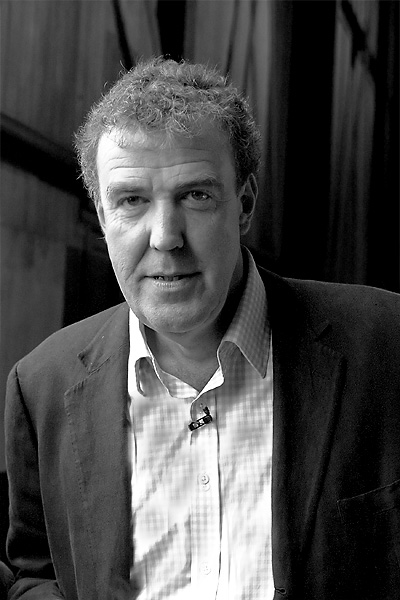
Jeremy Clarkson

Jeden z prezenterów Top Gear, Jeremy Clarkson, krytykował BBC za podejście koncernu do jego programu. W wydaniu magazynu „Top Gear” z lutego 2006 Clarkson stwierdził, iż jego zdaniem BBC nie traktuje Top Gear poważnie, ponieważ jedna seria programu trwa zbyt długo, a mimo wysokiej jego oglądalności nadawanie Top Gear często jest zastępowane relacjami z meczów snookera. W lipcu 2006 roku BBC oświadczyło, że producenci oraz prezenterzy sami wybierają sposób, w jaki są nadawani, a koncern nie ma na to żadnego wpływu.

## Studio

### Komentarze w studio
W 2006 roku BBC odniosło się do krytyki dotyczącej złośliwych uwag, które czynili prezenterzy pod adresem publiczności w studio. Koncern zasugerował, że prowokacyjne komentarze prezenterów są częścią programu i nie należy ich traktować poważnie, dodając, iż większość publiczności jest zaznajomiona ze stylem programu. Mimo to zapewniono o gotowości działań, gdyby Top Gear naruszył prawo bądź wymogi bezpieczeństwa.
Stephen Harrington wskazywał, iż o ile dziennikarze mogą wyciągać wnioski ze sposobu prowadzenia programu, o tyle jego kontrowersyjność bywa nieodpowiedzialna, zwłaszcza w momencie, gdy prowadzący odchodzą od tematu samochodów. Jako przykład Harrington podał komentarze Clarksona w sprawie bezpieczeństwa na drogach i jego sceptycyzm wobec zmian klimatycznych. Autor upatrywał także sukcesu programu w tego typu kontrowersyjności. Podobne zdanie wykazała Helen Powell.

### Przeniesienie studia
W 2006 roku BBC rozważało zmianę lokalizacji studia. Planowano stworzyć nowe studio w Enstone, bliższe domu Clarksona w Chipping Norton. Ta decyzja została anulowana po protestach mieszkańców, którzy obawiali się, iż przez Top Gear zwiększy się poziom hałasu i zanieczyszczenia.

## Homofobia
W grudniu 2006 roku BBC otrzymało skargi od czterech widzów po komentarzach Clarksona (seria 6, odc. 7). Clarkson miał dopuścić się homofobicznych komentarzy, kiedy to opisał Daihatsu Copen jako „nieco gejowski”. Określił on ponadto pojazd jako „piwo imbirowe” („ginger beer”), który to zwrot w cockney rhyming slang (slangu rymowanym) jest odpowiednikiem słowa queer. BBC w odpowiedzi na skargi stwierdziło, że zespołowi Top Gear przypomniano, aby unikać komentarzy na temat orientacji seksualnej.
W grudniu 2009 roku ukazała się wiadomość, iż parze gejów odmówiono wydania biletów do studia. Rzecznik BBC bronił programu twierdząc, iż w żaden sposób nie dyskryminuje on osób homoseksualnych, a insynuacje o homofobii Top Gear są błędne.

## Rasizm
W sezonie 19 Clarkson dokonywał wyboru między Toyotą GT86 a Subaru BRZ poprzez wyliczankę eeny, meeny, miny, moe, która w oryginalnej wersji zawierała obraźliwe współcześnie słowo „nigger”. W wersji odcinka, która ostatecznie nie została wyświetlona, w pewnym momencie wyliczanki Clarkson zaczął coś mamrotać – według „Daily Mirror” niewyraźnie wypowiedział wówczas „nigger” (w wersji opublikowanej powiedział „teacher”). Clarkson wydał oświadczenie w prasie, w którym zapewnił, że starał się za wszelką cenę uniknąć wypowiedzenia słowa „nigger”, stąd nagrano trzy wersje jego wyliczanki – w dwóch mamroczącego, w trzeciej mówiącego „teacher”. Brytyjczyk przyznał, że jeżeli znacznie podgłośnić, to w jednej wersji można usłyszeć niewyraźne słowo „nigger”. Clarkson zaznaczył jednak, że poczynił wszelkie starania, aby ta wersja nie pojawiła się w telewizji, a także przeprosił za incydent.
W sezonie 21 prezenterzy zbudowali most na rzece Kok. Po tym fakcie Clarkson użył słowa „slope”, które jest pejoratywnym określeniem Azjaty. Producent wykonawczy programu, Andy Wilman, powiedział, że w Wielkiej Brytanii słowo to nie ma aż tak negatywnego wydźwięku i ekipa Top Gear nie była świadoma, że może ono być obraźliwe. Wilman dodał jednakże, iż szanuje fakt, że „slope” jest obraźliwym słowem w Australii czy Stanach Zjednoczonych i wyraził żal z powodu tego, co się stało.

## Stereotypy etniczne

### Niemcy
Podczas odc. 1 sezonu 7 prowadzący omawiali koncept Mini pokazany podczas Tokyo Motor Show. Jeremy Clarkson stwierdził wówczas, iż samochód ten powinien być „typowo niemiecki”, co powinno uwzględniać kierunkowskazy w kształcie salutu nazistowskiego, nawigację, która prowadzi „wyłącznie do Polski” oraz pasek klinowy, który „będzie trwać tysiąc lat” (co było odniesieniem do „tysiącletniej Rzeszy”). Po tych komentarzach program otrzymał skargi od widzów, jak również od rządu niemieckiego.
Podczas ostatniego odcinka serii 13 Jeremy Clarkson i James May mieli wyprodukować reklamę nowego Volkswagena Scirocco. Kontrowersje wywołała reklama ukazująca przestraszonych ludzi, opuszczających Warszawę z powodu zbliżającej się niemieckiej inwazji na Polskę. Pod koniec reklamy Clarkson powiedział: „Volkswagen Scirocco TDI: z Berlina do Warszawy na jednym baku”, przy czym słowo „tank” oznacza po angielsku zarówno bak, zbiornik paliwa, jak i czołg. W związku z tym na YouTube pojawiły się komentarze rozzłoszczonych Polaków. Rzeczniczka Top Gear powiedziała „Daily Mail”, że BBC otrzymało jedynie niewielką liczbę skarg w związku z tą reklamą.

### Rumunia
W odc. 1 serii 14 prezenterzy testowali w Rumunii Astona Martina DBS Volante, Ferrari California i Lamborghini Gallardo LP560-4 Spyder. Podczas testu Clarkson określił Rumunię jako „kraj Borata, z Cyganami i rosyjskimi playboyami”. Było to nawiązanie do filmu Borat: Podpatrzone w Ameryce, aby Kazachstan rósł w siłę, a ludzie żyli dostatniej, który wywołał w Rumunii kontrowersje. Rumuńskie media określiły tego typu komentarze jako napastliwe i stawiające Rumunię w złym świetle.
„The Romanian Times” zauważył ponadto, że Clarkson nazwał Rumunię „krajem Cyganów”. Skargi pod adresem programu dotyczyły również momentu, kiedy to Clarkson założył kapelusz pork pie (który nazwał „cygańskim”), komentując, że po założeniu kapelusza „Cyganie myślą, że jestem jednym z nich”. Rumuński ambasador wysłał później list do Top Gear, w którym pokazał swoje uznanie dla show, podkreślił wolność wypowiedzi, brak dyskryminacji oraz fakt, że 89,5% populacji Rumunii to Rumuni, 6,5% – Węgrzy, a 2,5% to Romowie. Ambasador poprosił także Top Gear o wykluczenie w przyszłości ofensywnego materiału.
Po emisji odcinka grupa Rumunów zhackowała stronę „The Daily Telegraph”, wyrażając przy tym rozczarowanie byciem znieważonym przez Top Gear oraz postrzeganym jako Cyganie.

### Meksyk

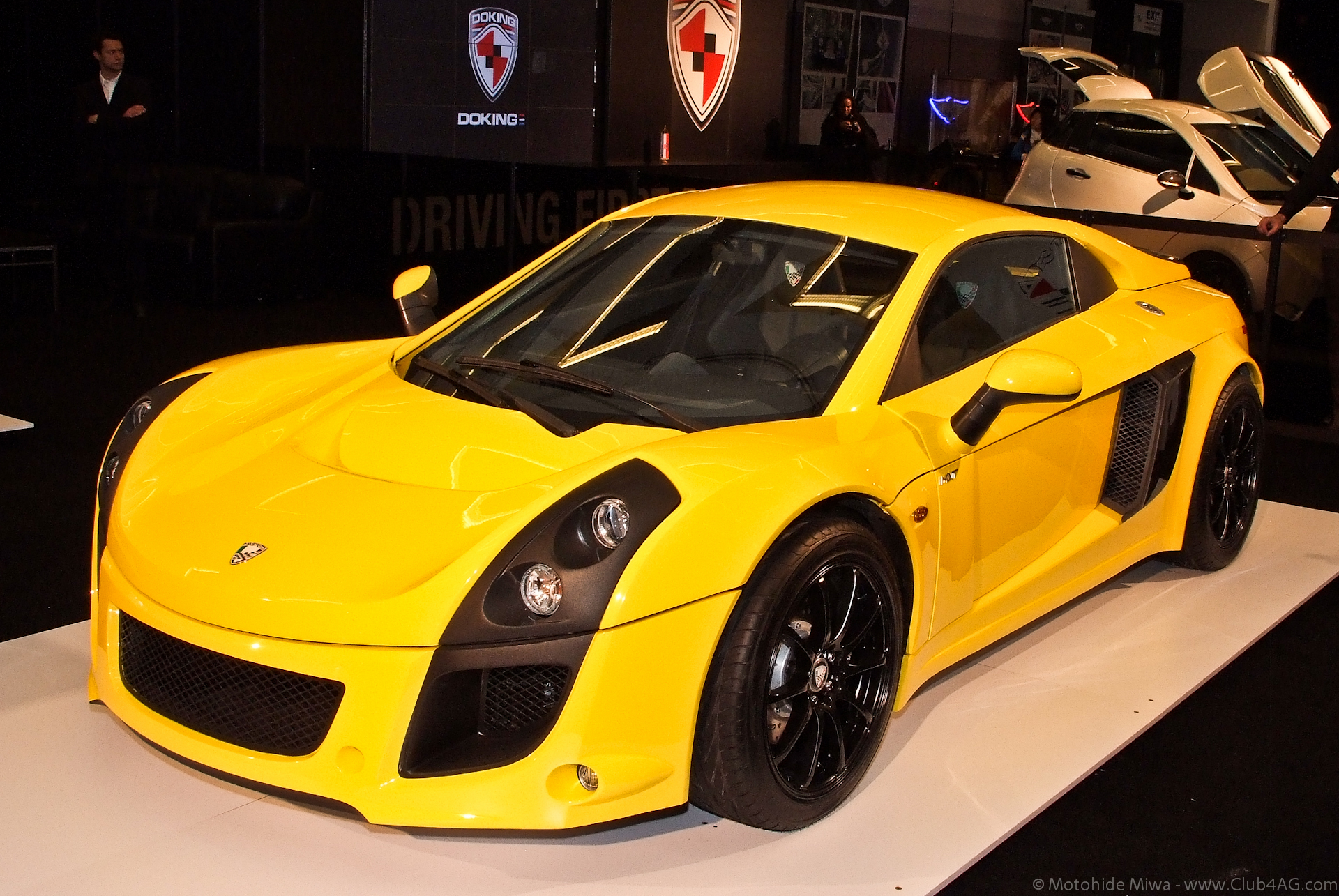
Mastretta z uwagi na meksykańskie pochodzenie została skrytykowana przez prezenterów

Podczas odc. 2 serii 16 prezenterzy wyśmiali meksykański samochód sportowy Mastretta. James May przedstawił samochód jako „tortillę”, zaznaczając, że nie zapamiętał jego właściwej nazwy. Richard Hammond poczynił uwagę, iż samochody odzwierciedlają charakterystykę narodów, stąd też przypisał samochodowi meksykańskiemu takie cechy jak lenistwo, nieudolność czy niedołęstwo. Następnie prezenterzy wykpili meksykańskie jedzenie i tożsamość narodową, a Clarkson dodał na koniec, że meksykański ambasador w Wielkiej Brytanii będzie zbyt leniwy, by złożyć jakąś skargę. Ambasador Meksyku w reakcji na te komentarze wystosował do BBC pismo, w którym określił wypowiedzi prezenterów jako „skandaliczne, wulgarne i niewybaczalne obelgi” oraz „obraźliwe, ksenofobiczne i upokarzające uwagi” wymierzone przeciwko „Meksykanom, ich kulturze i oficjalnemu przedstawicielowi w Wielkiej Brytanii”. Zdaniem ambasadora opinie prezenterów „wzmacniają negatywne stereotypy i utrwalają uprzedzenia wobec Meksyku i Meksykanów”.
BBC bronił żartów prezenterów, stwierdzając, że stereotypy etniczne są częścią brytyjskiego humoru. Koncern przeprosił jednak meksykańskiego ambasadora za uwagi bezpośrednio go dotyczące. W reakcji na skargi koncern zdecydował się ponadto usunąć komentarze na temat Meksyku z odcinka emitowanego w Stanach Zjednoczonych. Trzykrotny gość programu, komik Steve Coogan, skrytykował BBC za formę przeprosin, stwierdzając, że sprawy zaszły za daleko, aby bronić tego typu komentarze jako „nieszkodliwą zabawę”.
Nadzorca mediów w Wielkiej Brytanii, Ofcom, zaznaczył, że Top Gear jest znany ze swojego stylu i humoru, na który składają się m.in. stereotypy etniczne. Ofcom zauważył, że większość widzów zna tendencję prezenterów do kpin oraz utrzymywania stereotypów jako ich typowego stylu, a co za tym idzie, rozumie, że komentarze powstały w celu wywołania komicznego efektu.

### Albania
W odc. 3 sezonu 16 prezenterzy Top Gear testowali samochody w Albanii. Kontrowersje wywołało „zamordowanie” przez nich otyłego Albańczyka, aby sprawdzić pojemność bagażników testowanych samochodów. Ponadto program był krytykowany za powielanie stereotypów na temat Albanii, jakoby kraj ten był siedliskiem złodziei samochodów pracujących dla albańskiej mafii.

### Argentyna
We wrześniu 2014 roku rozpoczęto w Argentynie nagrywanie odcinka Patagonia Special, w którym prezenterzy używali Porsche 928 GT, Lotusa Esprita i Forda Mustanga Mach I.
Podczas nagrywania odcinka na Twitterze pojawiły się oskarżenia, że widoczny na Porsche numer rejestracyjny H982 FKL jest odniesieniem do wojny o Falklandy z 1982 roku. Andy Wilman zaprzeczył, jakoby Porsche zostało zakupione ze względu na numer rejestracyjny bądź ekipa Top Gear wymieniła oryginalne tablice rejestracyjne. Clarkson dodał, iż numer rejestracyjny samochodu był przypadkowy. Numer rejestracyjny H982 FKL był przypisany do Porsche od maja 1991 roku.
W godzinach wieczornych argentyńscy kombatanci wtargnęli do hotelu, gdzie przebywała załoga Top Gear. Ekipa programu postanowiła uciec z hotelu, rozdzielając się po drodze i porzucając samochody. Załoga Top Gear była eskortowana do granicy wśród protestującego tłumu.
31 października 2014 roku argentyńska ambasador Alicia Castro zażądała od BBC formalnych przeprosin. Koncern odmówił, dając do zrozumienia, że zamierza nadać odcinek jako rzetelne przedstawienie wydarzeń, które miały miejsce.
Jennifer Wood wskazała kontrowersje związane z odcinkiem Patagonia Special jako przyczynek do pogłębienia konfliktu brytyjskiego-argentyńskiego w sprawie wojny o Falklandy. Autorka w artykule YYY zwróciła uwagę, iż Argentyńczycy i Brytyjczycy historycznie odbierają wojnę w skrajnie różny sposób.

## Nierzetelność

### Tesla Roadster

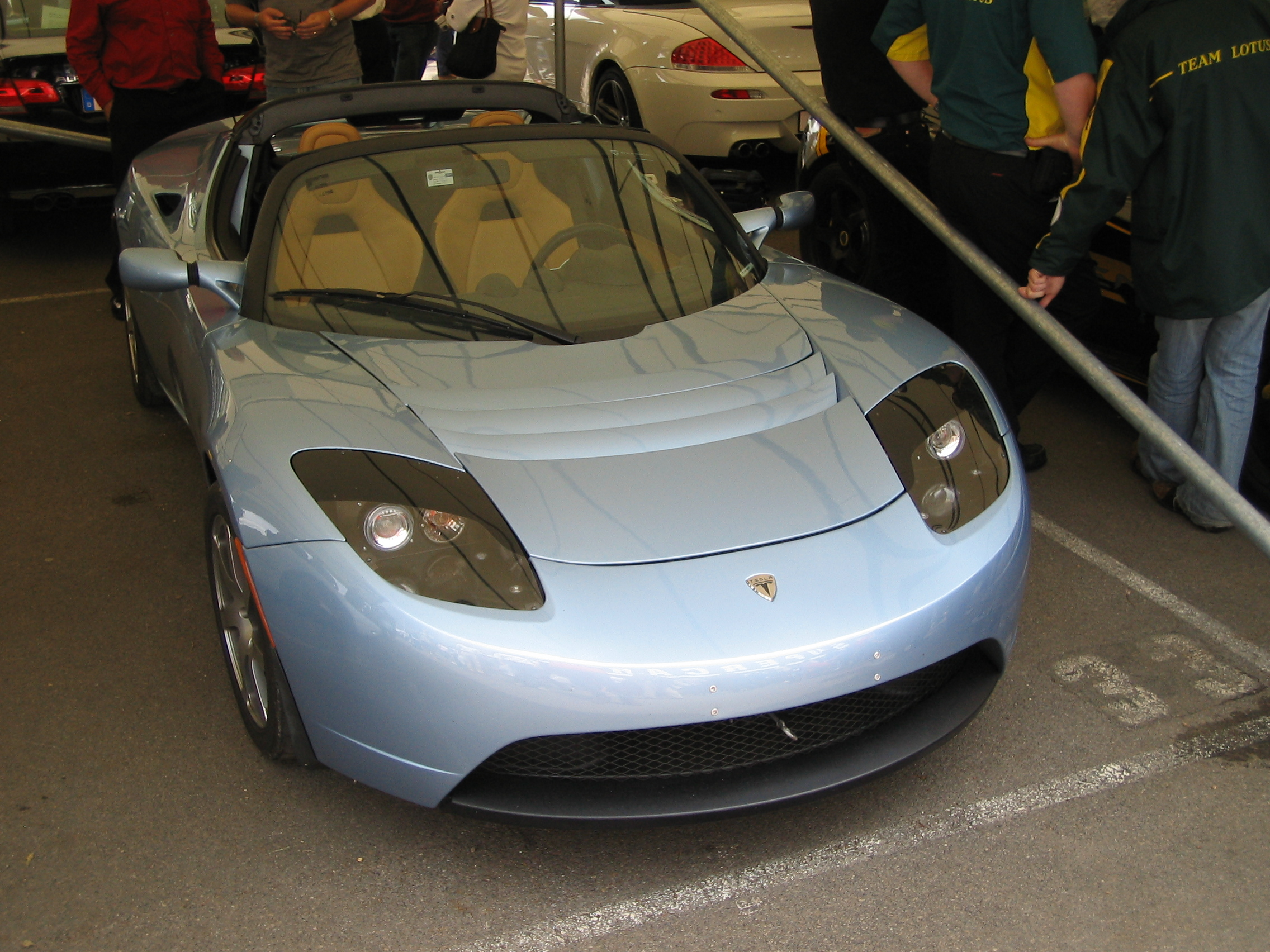
Tesla zarzuciła Top Gearowi kłamstwa na temat Tesli Roadster

Podczas odc. 7 sezonu 12 Clarkson testował Teslę Roadster. Clarkson stwierdził, że baterie samochodu wyczerpały się po przejechaniu 88,5 kilometra, a ich ponowne naładowanie zajmie szesnaście godzin. Następnie utrzymywał, że samochód po ładowaniu zepsuł się. Rzecznik Tesla Motors stwierdził, że w rzeczywistości podczas testu Roadster nie rozładował się poniżej 20%, nie był spychany z toru, pełne naładowanie zajęło 3,5 godziny, a pokazana w programie rzekoma awaria hamulców była nieprawdą (de facto przepalił się bezpiecznik). BBC wydało w odpowiedzi oświadczenie mówiące, iż scena spychania pojazdu z toru była odzwierciedleniem sytuacji, gdyby w samochodzie skończyła się energia, dodało także, że „Top Gear utrzymuje stwierdzenia zawarte w filmie i jest zadowolone ze sprawiedliwego przedstawienia osiągów Tesli w dniu, w którym była ona testowana”. Rzeczniczka BBC dodała, że Top Gear to program rozrywkowy, który nie powinien być traktowany poważnie. Po kilku tygodniach Jeremy Clarkson skrytykował na blogu „The Times” sam film, ale bronił stwierdzeń w tym filmie zawartych. CEO Tesli, Elon Musk, ujawnił 13 lutego 2013 roku, że ekipa Tesli podczas dostarczania samochodu znalazła na stole scenariusz, co dowodziło, że nie miał być to sprawiedliwy test.
W marcu 2011 roku przedsiębiorstwo Tesla Motors pozwało BBC o zniesławienie. 19 października 2011 roku sąd w części oddalił zarzuty o zniesławienie. Sędzia Michael Tugendhat orzekł, że żaden widz Top Gear nie porównywałby osiągów samochodu na torze Top Gear z osiągami na drogach publicznych. 28 października roszczenie Tesli zostało całkowicie oddalone. Tesla mogła ponownie wnieść sprawę pod warunkiem wykazania strat finansowych poniesionych w wyniku emisji materiału Top Gear.

### Nissan Leaf
W sezonie 17 prezenterzy testowali samochody elektryczne. W pewnym momencie w Nissanie Leaf rozładowały się baterie i ludzie pchali samochód ulicą, podczas gdy Clarkson czynił żarty na temat braku energii. W późniejszym czasie Nissan odkrył, że przed testem celowo obniżono poziom baterii do 40%. Po tym fakcie Top Gear stał się obiektem krytyki za podejście do samochodów elektrycznych.

## Usunięcie Clarksona z programu
W marcu 2015 BBC zawiesiło Clarksona za wszczęcie bójki z producentem, postanowiono także nie emitować pozostałych odcinków. W odpowiedzi na to ponad milion osób podpisało internetową petycję, w której domagano się przywrócenia Clarksona. Odgrywający niegdyś rolę Stiga w programie Perry McCarthy skrytykował BBC za zawieszenie emisji.
25 marca BBC postanowiło nie przedłużać kontraktu z Clarksonem, wygasającego w marcu 2015 roku. W reakcji na to program opuścili Richard Hammond, James May i Andy Wilman. W miejsce Clarksona, Hammonda i Maya głównymi prowadzącymi w 23 serii Top Gear zostali Chris Evans i Matt LeBlanc. Seria ta była powszechnie krytykowana za niską jakość. W szczególności krytykowano sposób prowadzenia show przez Evansa. Pod jego adresem padały takie zarzuty, jak nieudolne naśladowanie Clarksona, zbyt głośne wypowiadanie się, „brak chemii” z LeBlankiem, narcyzm, błędy, chaotyczność, bycie stremowanym oraz niski poziom żartów. LeBlanc ujawnił ponadto, że Evans w niegrzeczny sposób traktował ekipę Top Gear, grożąc przy tym, że jeżeli Evans będzie kontynuował prowadzenie programu, to on odejdzie. W efekcie tego po jednym sezonie Chris Evans zrezygnował z prowadzenia show. Zadowolenie z odejścia Evansa wyrazili między innymi Jeremy Clarkson, James May i Perry McCarthy. Po odejściu Evansa postanowiono przywrócić pojawiający się w sezonach 1–22 stały element programu „Gwiazda w samochodzie za rozsądną cenę”, który Brytyjczyk usunął na rzecz „Gwiazdy w samochodzie rallycrossowym”.

## Inne aspekty
W odc. 5 sezonu 3 Jeremy Clarkson sprawdzał wytrzymałość Toyoty Hilux. W pewnym momencie Clarkson wjechał samochodem w drzewo w Churchill. Mieszkańcy wsi, widząc uszkodzone drzewo, początkowo podejrzewali przypadkowe uszkodzenie bądź wandalizm, aż do momentu emisji Top Gear. BBC przeprosiło za incydent i wypłaciło 250 funtów odszkodowania.
W odc. 1 sezonu 9 prezenterzy rozmawiali na temat wypadku Richarda Hammonda przy 370 km/h. Clarkson spytał Hammonda, czy ten po wypadku jest chory psychicznie, a James May zaoferował Hammondowi chusteczkę, gdyby ten się ślinił. Wywołało to krytykę widzów, w odpowiedzi na którą BBC utrzymywało, że komentarze były żartem, ale istotnie mogły urazić widzów upośledzonych umysłowo oraz mających uszkodzony mózg.
Po emisji odcinka US Special widzowie wysłali 91 skarg dotyczących martwej krowy, którą Clarkson wiózł na dachu samochodu. W odpowiedzi BBC ujawniło, iż krowa nie żyła już od kilku dni i Clarkson nie wyrządził jej żadnej krzywdy.
W odc. 5 serii 9 Clarkson przy współpracy z Network Rail przeprowadził w Hibaldstow rekonstrukcję wypadku kolejowego. Była to część kampanii Network Rail Don't Run The Risk. Rekonstrukcję skrytykowano za fakt emisji dwa dni po wypadku pociągu pod Grayrigg. Anthony Smith – szef wykonawczy nadzorcy transportu Passenger Focus – zwrócił uwagę, że należy zwiększyć świadomość społeczną w zakresie pokazanym przez program, ale „teraz nie jest na to właściwa pora”.
W odcinku Polar Special pokazano Clarksona, który podczas jazdy samochodem po lodowisku pije gin z tonikiem. BBC Trust skrytykował ten fakt, widząc w scenie możliwą zachętę do nadużywania alkoholu i nazywając ją „wysoce nieodpowiedzialną”.
W odc. 1 sezonu 12 Jeremy Clarkson powiedział, że kierowcy ciężarówek zabijają prostytutki. Mogło to być odwołanie do rozpruwacza z Yorkshire bądź morderstw z Ipswich z 2006 roku. W związku z tym Ofcom otrzymał ponad 500 skarg. Polityk Partii Pracy Chris Mole wystosował do BBC pismo, w którym zasugerował zwolnienie Clarksona.
W sezonie 15 prezenterzy rozmawiali o kobietach. Clarkson powiedział, że widział kiedyś, jak kobieta ubrana w burkę potknęła się na chodniku, co umożliwiło mu przekonanie się, iż miała ona założone rajstopy i czerwone stringi. W reakcji na to rzecznik Mediawatch powiedział, że Clarkson „powinien nauczyć się siedzieć cicho”.
W sezonie 23 ekipa Top Gear filmowała blisko The Cenotaph na Whitehall w Londynie. W odpowiedzi na krytykę tego faktu BBC odpowiedziało, że materiał był realizowany za zgodą rady Westminsteru oraz w odpowiednim oddaleniu od pomnika.